# Куинн, Марк
Марк Куинн (англ. Marc Quinn; род. 8 января 1964, Лондон) — английский художник и скульптор, одна из фигур группы Young British Artists, доминирующая на арт-сцене с 1990-х годов. Некоторые из своих работ создавал в такой форме искусства, как Shock art.

## Биография
Куинн родился в 1964 году в Лондоне. Его отец-француз был гончаром, мать-англичанка — физиком. Окончил престижную школу Миллфилд в Сомерсете, изучал историю и историю искусства в колледже Робинсона в Кэмбридже. Ассистировал Барри Флэнагану, английскому парковому скульптору. Куинн начал выставляться в начале 1990-х годов.
Куинн женат, имеет двоих детей.

## Работы
- 1991 год, Self — скульптурное изображение головы художника, для создания которой он использовал 4,5 литра собственной крови, набранной в течение 5 месяцев.
- 2005 год, скульптура художницы-инвалида Элисон Лаппер на последних неделях беременности, располагавшаяся на Четвёртом постаменте Трафальгарской площади (сентябрь 2005 — октябрь 2007)[4].
- 2006 год, Sphinx — скульптура Кейт Мосс в причудливой позе йоги (бронза, окрашенная в белый цвет).
- 2008 год, Siren — скульптура, подобная Sphinx, но отлитая в золоте.

## Персональные выставки
- март 2014 — Стамбул
- 2012 — Мультимедиа Арт Музей, Москва[5]
- 2012 — Музей Океанографии, Монако
- 2009 — Fondation Beyeler, Базель
- 2007 — DHC/ART Fondation pour l’art contemporain, Монреаль
- 2006 — Римский музей современного искусства
- 2004 — Ирландский музей современного искусства
- 2002 — Tate Liverpool
- 2000 — Fondazione Prada, Милан
- 1999 — Kunstverein, Ганновер
- 1995 — Тейт Британ

## Цитаты
- «Честно говоря, я не думал о том, что другие твёрже, чем я. Мрамор и бронза только кажутся более стабильными, чем жидкие кровь и вино или человеческая плоть. Мрамор — это лишь застывший поток некогда жидкой горной породы, а бронзу вообще нужно плавить, чтобы создать из неё скульптуру. Любой материал способен к трансформации, он меняет свою форму и агрегатное состояние и в результате разрушается. Просто в клетках человеческого тела эти процессы происходят быстрее, чем в молекулах мрамора. Так что в конечном итоге история о материалах — это история о времени»[5] — Марк Куинн, 2012.